# Anterhynchium pensum
Anterhynchium pensum är en stekelart som först beskrevs av Giordani Soika 1937.  Anterhynchium pensum ingår i släktet Anterhynchium och familjen Eumenidae. Inga underarter finns listade i Catalogue of Life.